# Çıralı
Çıralı est un village au bord de la mer, à 60 km au sud-ouest d'Antalya, au pied des monts Taurus. La ville antique Olympos (IIe siècle av. J.-C.) de l'époque hellénistique se situe à proximité de Çıralı. Le Mont Chimère est au-dessus du village.
Site protégé, la plage accueille des tortues de mer de l'espèce Caretta caretta.